# Dialithis
Dialithis là một chi bướm đêm thuộc họ Erebidae.